# Александринский трактир
Александринский трактир или Кафе-ресторан А.И. Зееста — заведение общественного питания немецкой кухни, существовавшее в 1860-е годы в Санкт-Петербурге на Александринской площади рядом с Александринским театром, в небольшом и скромном деревянном одноэтажном здании. Рестораном владел немец А.И.Зеест, также известный, как «Дядя Зеест». Трактир посещали для пьянок, также он завлекал своим кегельбаном.   
Большой популярностью пользовались воскресные завтраки за 60 копеек  — «Krebs und Wurstessen», с водкой с раками и колбасой, которые посещали артисты, литераторы, а также сотрудники журнала «Искра» и друзья — репортёры из других изданий. Завтраки приносили убыток, в итоге Зеест от них отказался.
Значительная часть посетителей знала друг друга, поэтому трактир имел характер клуба. С большей частью посетителей был знаком сам Зеест, который часто подсаживался к посетителям и иногда напивался, в итоге его приходилось уводить спасть в комнату. Попойки были частым явлением в трактире. Лейкин вспоминал, что люди пили из самой разной посуды, кроме самоварных крышек. Большой популярностью у артистов пользовалась прислужница Августа, прозванная ими «Густей» — пышная блондинка, стоявшая у буфета. 
Постоянными посетителями в том числе были Григорьев, Крестовский, Лейкин, Мей и другие. 
Трактиру свои строки посвятил Крестовский:

Нет лучше места,

Чем у дяди Зееста.

Скромный ресторан,

За буфетом Густи,

С радости иль грусти

Будешь сыт и пьян